# جون فيريس (سياسي)
جون فيريس هو سياسي كندي، ولد في 29 يناير 1933، وتوفي في 27 سبتمبر 2015. حزبياً، نشط في الحزب الليبرالي في أونتاريو ‏. وقد انتخب عضو برلمان مقاطعة أونتاريو.